# Uranius Fossae
Le Uranius Fossae sono una struttura geologica della superficie di Marte.